# Francis Tregian (1548-1608)
Pour les articles homonymes, voir Francis Tregian.

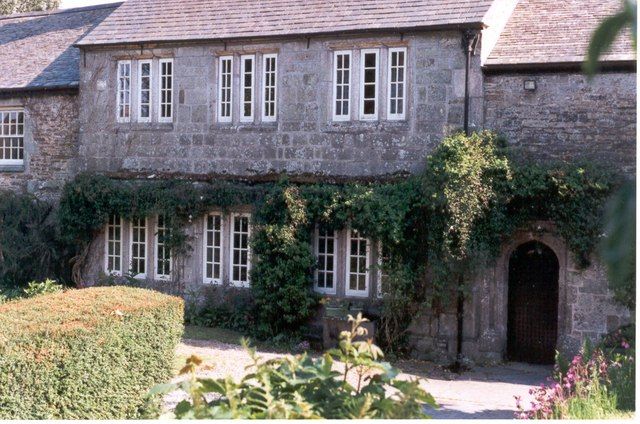
Le manoir de Golden, résidence de Francis Tregian où fut arrêté le prêtre Cuthbert Mayne en 1576.

Francis Tregian « l'ancien » (1548 – 25 septembre 1608), est un gentleman anglais catholique qui se distingua par sa résistance à la reine Élisabeth Ire.

## Biographie
Il était le fils de John Tregian (+c.1578) de Wolvenden (Golden), Cornouailles et de Katherine Arundell, fille de Sir John Arundell de Lanherne (+1557). Il hérite à la mort de son père d'un vaste domaine comprenant les manoirs de  Tregian, Golden, Elerky, Degembris, Tolgus, Truro & Treyow, Bedock, Penpoll, Bodmin Kirland, Dinerdake, Tremolet, East Draines, Trewithgie & Trenowith, Rosemodres, Calenso, Lanihorne, Landegay, Lanner et Corvah, ainsi que la demeure familiale de Golden, dans la paroisse de Probus, non loin de Truro. 
Vers 1570, il épouse Mary Stourton, fille de Charles, 8e baron Stourton, exécuté en 1557, et d'Anne Stanley, fille d' Edward Stanley (3e comte de Derby). Sa mère se remarie avec Sir John Arundell de Lanherne (+1590), l'oncle de Francis Tregian, vers 1560.
Il était le père de Francis Tregian « le jeune ».
En 1576 Tregian héberge un prêtre séminariste catholique,   Cuthbert Mayne, qu'il fait passer pour son intendant. Le 8 juin 1577, le shérif de Cornouailles, Sir Richard Grenville cerne la maison avec quelques centaines d'hommes et arrête Tregian et Mayne. Ce dernier sera exécuté le 30 novembre à Launceston, tandis que Tregian, d'abord condamné à mort, voit sa peine commuée en emprisonnement. Il est incarcéré à Windsor, puis dans diverses prisons londoniennes durant 28 ans. Libéré par Jacques Ier, il s'établit à  Lisbonne, où il bénéficie d'une pension octroyée par Philippe III d'Espagne. Il meurt à l'hospice jésuite de São Roque à Lisbonne où il est enterré debout près de la chaire ouest comme symbole de sa résistance à la Reine Élisabeth. 